# Irena Pavlovic
Irena Pavlovic (* 28. September 1988 in Belgrad, Jugoslawien) ist eine ehemalige französische Tennisspielerin.

## Karriere
Pavlovic, die Tochter von Mirjana und Dragan Pavlovic, einem früheren serbischen Basketballspieler, wurde 1988 in Belgrad geboren. Als sie drei Jahre alt war, wanderte ihre Familie nach Frankreich aus und ließ sich in Paris nieder. Seit 2004 spielt Pavlovic auf der Profitour.
Sie gewann auf dem ITF Women’s Circuit vier Einzel- und 14 Doppeltitel. 2009 erhielt sie für das WTA-Turnier in Straßburg und die French Open jeweils eine Wildcard, sie schied jedoch beide Male in der ersten Runde aus. In Kopenhagen konnte sie 2010 bis ins Viertelfinale eines WTA-Turniers vordringen, ebenso 2011 beim Turnier in Paris. 2012 stand sie bei den French Open das einzige Mal in der zweiten Runde eines Grand-Slam-Turniers.
Im Oktober 2014 hat Pavlovic ihr letztes Match auf der Damentour bestritten. Seit Ende 2015 wird sie in den Ranglisten nicht mehr geführt.

## Turniersiege

### Einzel
| Nr. | Datum             | Turnier    | Kategorie   | Belag     | Finalgegnerin          | Ergebnis        |
| --- | ----------------- | ---------- | ----------- | --------- | ---------------------- | --------------- |
| 1.  | 22. Juli 2006     | Frinton    | ITF $10.000 | Rasen     | Georgie Stoop          | 6:2, 6:4        |
| 2.  | 13. August 2006   | Wrexham    | ITF $10.000 | Hartplatz | Jane O’Donoghue        | 6:3, 6:76, 7:65 |
| 3.  | 18. November 2007 | Nuriootpa  | ITF $25.000 | Hartplatz | Monique Adamczak       | 6:2, 5:7, 6:4   |
| 4.  | 7. Juli 2013      | Middelburg | ITF $25.000 | Sand      | Angelique van der Meet | 6:3, 6:4        |

### Doppel
| Nr. | Datum              | Turnier        | Kategorie   | Belag             | Partnerin               | Finalgegnerinnen                            | Ergebnis          |
| --- | ------------------ | -------------- | ----------- | ----------------- | ----------------------- | ------------------------------------------- | ----------------- |
| 1.  | 21. September 2008 | Madrid         | ITF $25.000 | Hartplatz         | Julie Coin              | Julija Bejhelsymer Anastasija Poltoratskaja | 6:3, 6:4          |
| 2.  | 20. Dezember 2008  | Dubai          | ITF $75.000 | Hartplatz         | Maša Zec Peškirič       | Jelena Tschalowa Walerija Sawinych          | 7:66, 3:6, [10:3] |
| 3.  | 27. September 2009 | Madrid         | ITF $25.000 | Hartplatz         | Nina Brattschikowa      | Claire Feuerstein Constance Sibille         | 6:2, 6:4          |
| 4.  | 6. Dezember 2009   | Bendigo        | ITF $25.000 | Hartplatz         | Arina Rodionowa         | Jocelyn Rae Emelyn Starr                    | 6:3, 7:63         |
| 5.  | 7. Februar 2010    | Belfort        | ITF $25.000 | Teppich (Halle)   | Jelena Bowina           | Nikola Hofmanova Karina Pimkina             | 6:2, 2:6, [10:6]  |
| 6.  | 7. März 2010       | Minsk          | ITF $25.000 | Hartplatz (Halle) | Jelena Bowina           | Maret Ani Witalija Djatschenko              | 6:0, 6:1          |
| 7.  | 28. März 2010      | Moskau         | ITF $25.000 | Hartplatz (Halle) | Nina Brattschikowa      | Ljudmyla Kitschenok Nadija Kitschenok       | 6:74, 6:2, [10:3] |
| 8.  | 15. Mai 2010       | Caserta        | ITF $25.000 | Sand              | Kazjaryna Dsehalewitsch | Nicole Clerico Rebecca Marino               | 6:3, 6:3          |
| 9.  | 6. Juni 2010       | Sarajevo       | ITF $25.000 | Sand              | Iryna Burjatschok       | Nicole Clerico Karolina Kosińska            | 6:1, 6:1          |
| 10. | 4. Juli 2010       | Vaihingen      | ITF $25.000 | Sand              | Mandy Minella           | Magdalena Kiszczyńska Erika Sema            | 6:3, 6:4          |
| 11. | 25. September 2010 | Shrewsbury     | ITF $75.000 | Hartplatz (Halle) | Witalija Djatschenko    | Claire Feuerstein Wesna Dolonz              | 4:6, 6:4, [10:6]  |
| 12. | 17. Oktober 2010   | Joué-lès-Tours | ITF $50.000 | Hartplatz (Halle) | Tatjana Malek           | Stephanie Cohen-Aloro Selima Sfar           | 6:4, 5:7, [10:8]  |
| 13. | 21. November 2010  | Bratislava     | ITF $25.000 | Hartplatz (Halle) | Emma Laine              | Claire Feuerstein Walerija Sawinych         | 6:4, 6:4          |
| 14. | 3. Juli 2011       | Pozoblanco     | ITF $50.000 | Hartplatz         | Nina Brattschikowa      | Marina Melnikowa Sopia Schapatawa           | 6:2, 6:4          |

## Abschneiden bei Grand-Slam-Turnieren

### Einzel
| Turnier         | 2009 | 2010 | 2011 | 2012 | 2013 | 2014 | Bilanz | Karriere |
| --------------- | ---- | ---- | ---- | ---- | ---- | ---- | ------ | -------- |
| Australian Open | —    | —    | —    | 1    | —    | —    | 0:1    | 1        |
| French Open     | 1    | —    | —    | 2    | 1    | —    | 1:3    | 2        |

### Doppel
| Turnier     | 2010 | 2011 | 2012 | 2013 | 2014 | Bilanz | Karriere |
| ----------- | ---- | ---- | ---- | ---- | ---- | ------ | -------- |
| French Open | 1    | 1    | 1    | 1    | —    | 0:4    | 1        |